# I Want You (She’s So Heavy)
I Want You (She’s So Heavy) (englisch für: Ich brauche Dich [Sie ist so toll]) ist ein Lied der britischen Band The Beatles aus dem Jahr 1969. Es stammt aus der Feder von John Lennon und steht unter dem Copyright Lennon/McCartney.

## Hintergrund
Das über sieben Minuten lange Lied wiederholt textlich viele Male die Zeile “I want you. I want you so bad. I want you. It’s driving me mad”, die über eine in vielen Variationen gespielte Melodie gesungen wird. Inhaltlich beschreibt Lennon in insgesamt nur 15 Wörtern in dem Lied seine Liebe zu seiner Frau Yoko Ono.

## Aufnahme
Noch unter dem Arbeitstitel I Want You entstanden während der Aufnahmesessions für das Album Let it Be Ende Januar 1969 erste Versionen des Liedes, die unveröffentlicht blieben.
Kurz nachdem die Arbeiten für das Album Let It Be abgeschlossen waren, begannen die Beatles am 22. Februar 1969 mit den Aufnahmen für I Want You (She’s So Heavy). Gemeinsam nahmen sie in den Londoner Trident Studios 35 Takes des Liedes auf, aus denen am darauf folgenden Tag aus Take 9, 20 und 32 eine Version zusammengeschnitten wurde, an der die Band weiter arbeitete.
Am 18. April 1969 nahmen John Lennon und George Harrison die prägnanten Gitarren für das Finale des Liedes auf. Am 20. April 1969 folgten Congas und eine Hammondorgel. Danach wurde für fast vier Monate an dem Lied nicht weiter gearbeitet.
An dem Tag, an dem auch das berühmte Foto entstand, das die Beatles beim Überqueren des Zebrastreifens in der Abbey Road zeigte, wurde die Arbeit an I Want You (She’s So Heavy) fortgesetzt. An diesem 8. August 1969 fügte Lennon für das Finale einen Moog-Synthesizer hinzu, der auch das Rauschen generierte, das mit zunehmender Lautstärke im Finale zu hören ist. Die letzten Aufnahmen fanden am 11. August 1969 statt: John Lennon, Paul McCartney und George Harrison sangen zweimal den Backgroundgesang für das Finale.
Am 20. August 1969 wurden die Aufnahmen vom April und August 1969 zusammengeschnitten und abgemischt. Das Lied hatte eine Gesamtlänge von 8:04 Minuten. Lennon entschied sich dagegen, das Lied mit einem Fade-Out zu beenden, sondern wies den Tontechniker an, das Tonband einfach kurz vor Ende des Liedes abzuschneiden, sodass das Lied bei 7:47 Minuten abrupt endet. Dieser 20. August 1969 war das letzte Mal, dass die vier Beatles gemeinsam in einem Tonstudio waren. Es folgten nur noch ein Fototermin und ein Geschäftstreffen, die von den Vier gemeinsam wahrgenommen wurden.

## Veröffentlichungen
- I Want You (She’s So Heavy) erschien am 26. September 1969 auf dem Album Abbey Road und ist dort das letzte Lied auf Seite 1, sodass diese Seite des Albums abrupt endet. Eine verworfene Titelreihenfolge des Albums sah unter anderem vor, dass die Seiten 1 und 2 vertauscht wären, sodass I Want You (She’s So Heavy) das letzte Lied des Albums gewesen wäre.
- Am 27. September 2019 erschien die neuabgemischte 50-jährige Jubiläumsausgabe des Albums Abbey Road (Super Deluxe Box), auf dieser befindet sich eine bisher unveröffentlichte Version I Want You (She’s So Heavy) [Trident Recording Session & Reduction Mix].
- Am 10. November 2023 wurde das Kompilationsalbum 1967–1970 erneut wiederveröffentlicht. Auf diesem befindet sich erstmals I Want You (She’s So Heavy), hier in der von Giles Martin und Sam Okell 2019 neu abgemischten Version.

## Coverversionen
Von dem Lied erschienen bis in die Gegenwart zahlreiche Coverversionen, darunter eine Version von Alvin Lee, auf der George Harrison Slide-Gitarre spielte. Eine instrumentale Fassung des Liedes der Formation Groove Collective, die auch als Single veröffentlicht wurde, konnte sich 1996 in den US-Billboard-Charts platzieren. Die Schweizer Band Coroner veröffentlichte im Jahr 1991 eine Metal-Version. Die Band Beatallica nahm 2007 unter dem Titel Ktulu (He’s So Heavy) ein Mashup mit dem Metallica-Song The Call of Ktulu auf.